# Agamerion mirum
Agamerion mirum är en stekelart som beskrevs av Girault 1927. Agamerion mirum ingår i släktet Agamerion och familjen puppglanssteklar. Inga underarter finns listade i Catalogue of Life.